# Sudarsan Pattnaik
Sudarsan Pattnaik, né le 15 avril 1977, est un artiste spécialisé dans le château de sable.
Il a construit un château de 14,8 m de haut, record inscrit dans le Guinness Book en 2017.

## Galerie

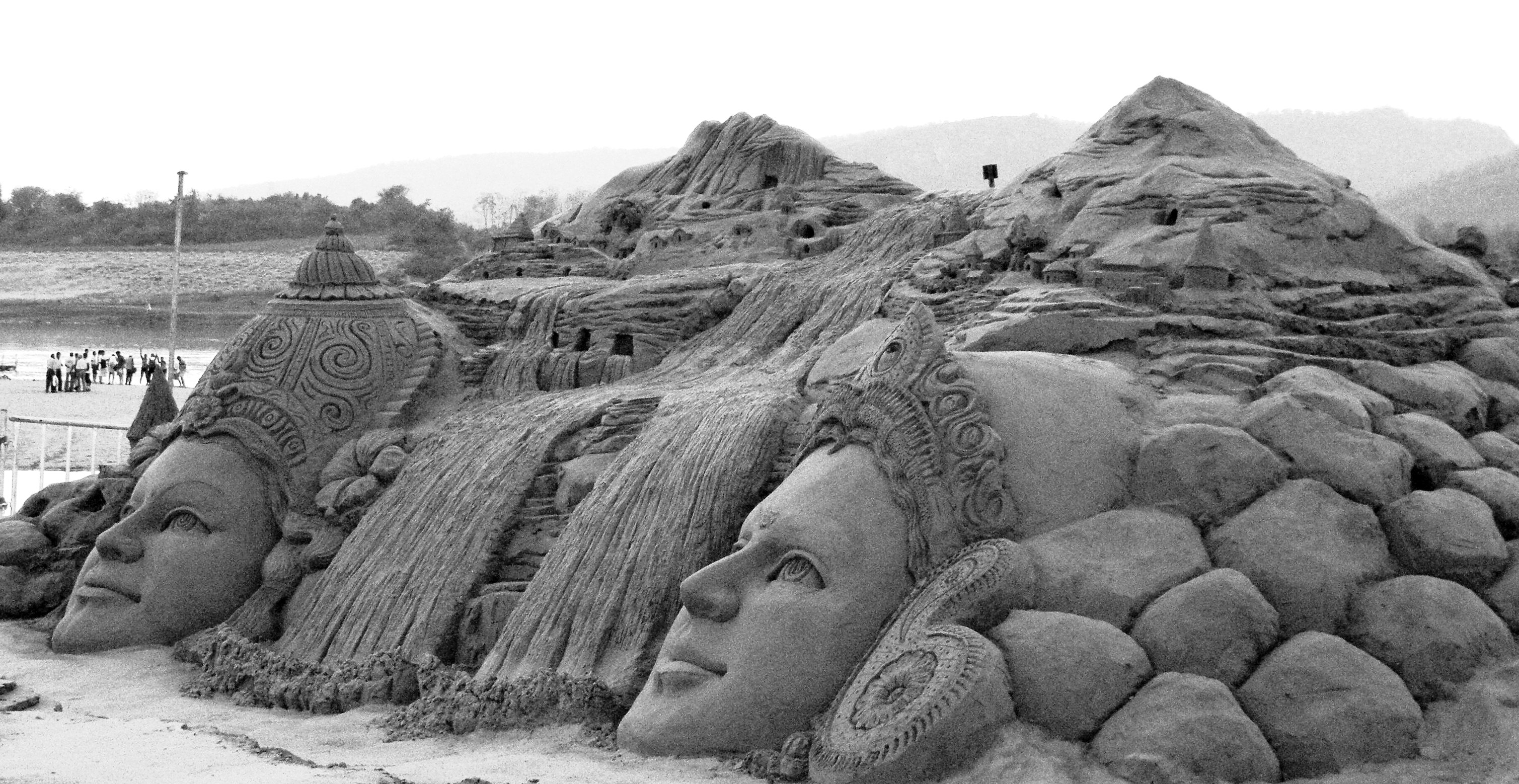
Sculpture dans le sable à Bandrabhan, Hoshangabad
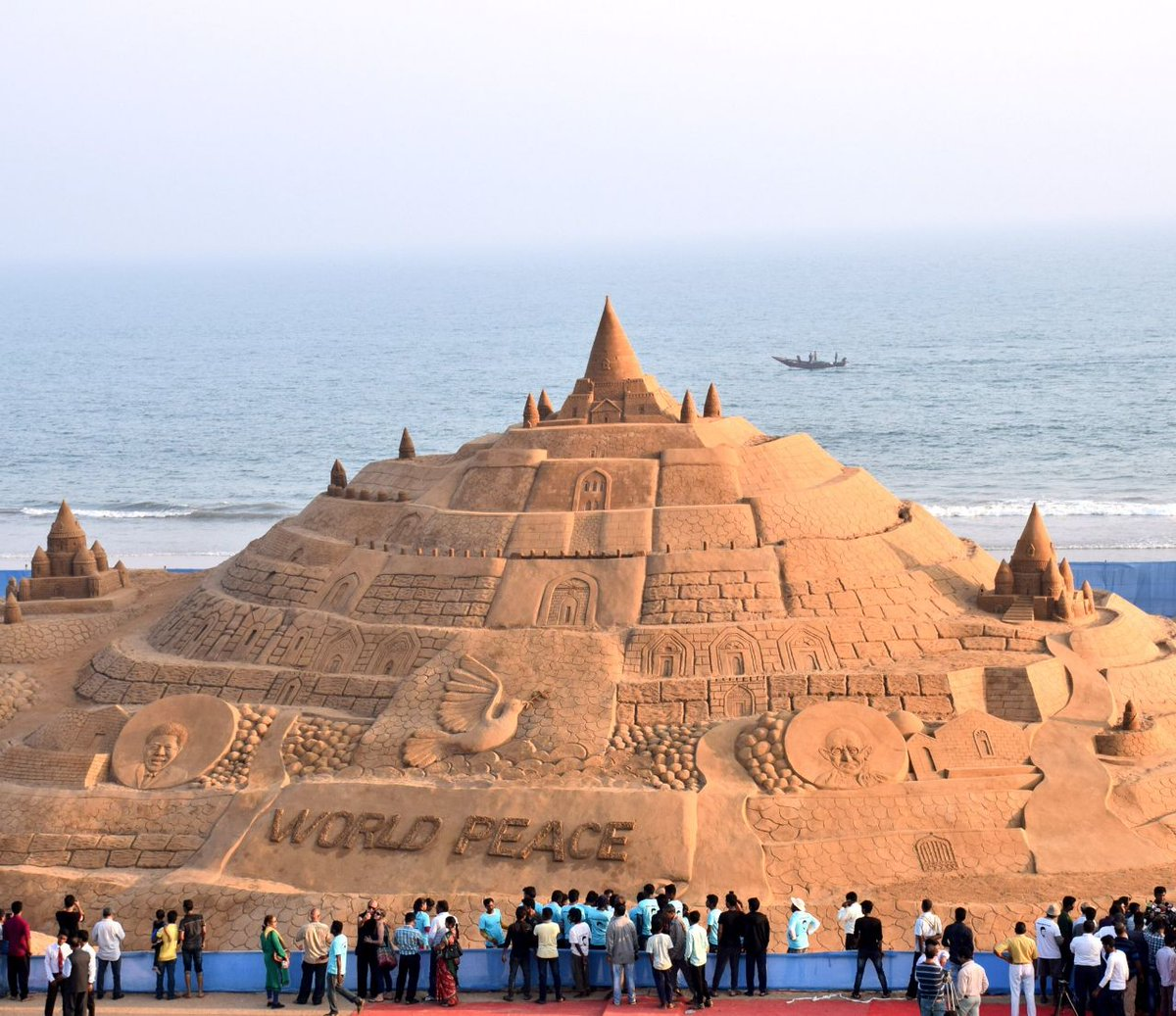
Le plus grand château de sable, référencé dans le Guinness Book (2017)
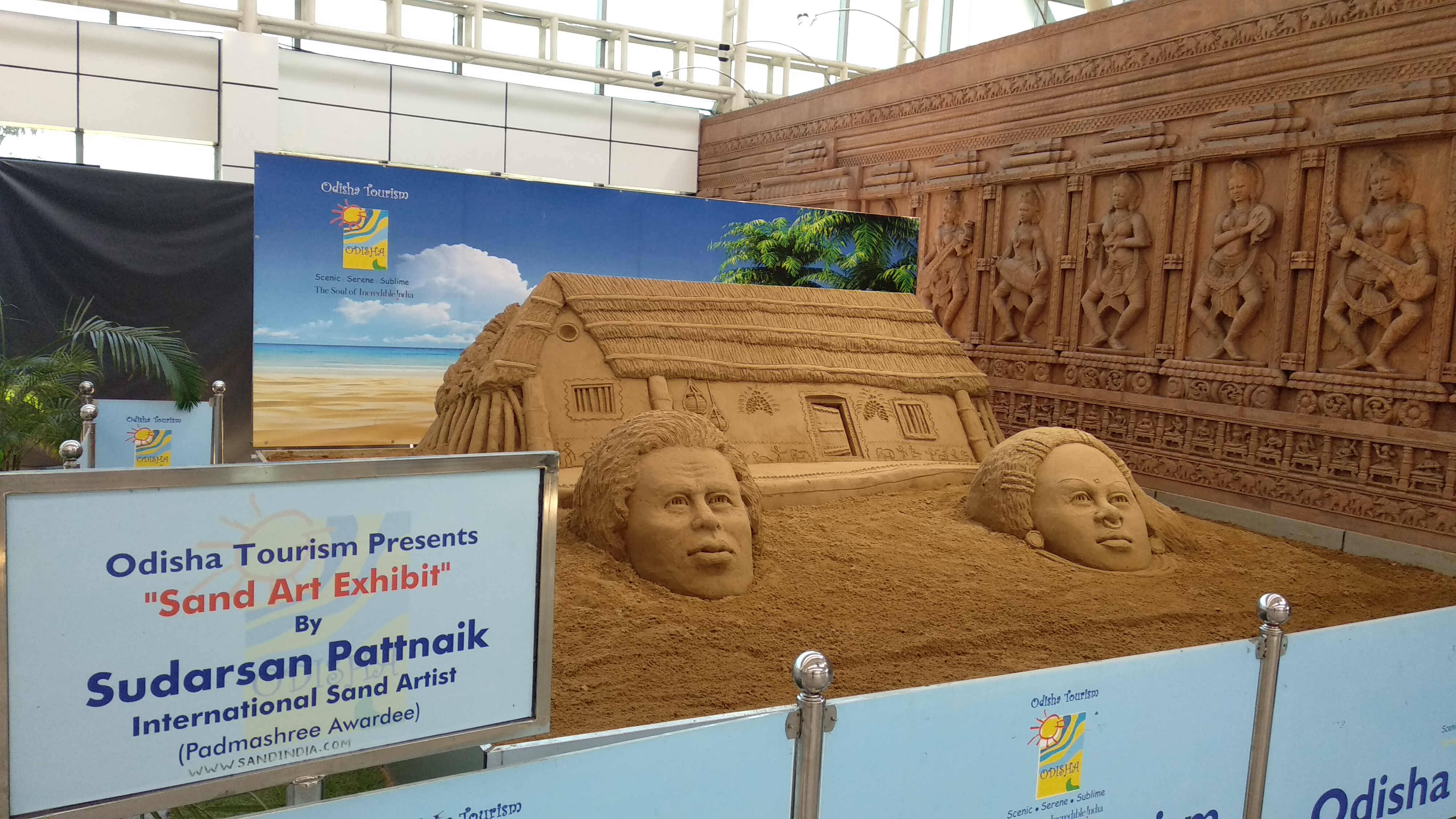
Exposition en 2019